# Prix littéraires de traduction
De nombreux prix littéraires de traduction sont décernés internationalement. Dans cet article nous en présenterons quelques-uns.

## Prix Kadima (languesafricainesetcréole)

### Création du prix
Kadima est le nom d'un linguiste congolais qui a joué un rôle important dans l'orientation des recherches et la politique linguistique de son pays.
Le prix Kadima est créé en 1989 pour valoriser les recherches sur les langues nationales des pays francophones ainsi que les efforts de création littéraire et de traduction dans ces langues. Les langues sont les langues africaines et le créole.

### Destination du prix
Ce prix récompense, tous les deux ans, la meilleure œuvre dans trois domaines différents :
- Prix de la traduction : du français vers les langues partenaires et inversement ;
- Prix des langues : description linguistique, production d'outils didactiques ;
- Prix de littérature :tous les genres écrits ou oraux.

### Lauréats
- 2001 : Prix de traduction pour l'Organisation sénégalaise d'appui au développement.
- 2002 : Prix Littéraire à Maam Daour WADE du Sénégal
- 2004 : Prix de traduction pour Théresia Dick des Seychelles pour son roman en créole, Kose Mirak
- 2005 : Prix de traduction pour Marcel Kalunga Mwela pour sa traduction en swahili de la pièce de théâtre, le roi s'amuse de Hugo.
- 2006 : Prix de traduction pour Henri Tourneux pour son dictionnaire bilingue peul-français du corps et de la santé et à François-Xavier Gasimba pour Budido-Umwami, une traduction du français au Kinyarwanda d’Œdipe roi de Sophocle.

### Inscription
Afin de concourir, les œuvres doivent être inédites et rédigées en français pour les traductions.
La dotation est de 4644,93 euros pour chaque lauréats, outre la prise en charge de la publication de l'œuvre primée.
Contact : 
Organisation internationale de la francophonie
Direction des langues et de l'écrit

## Prix Baudelaire (ouvrage en anglais)

### Destination du prix
Ce prix créé en 1980 par la Société des Gens de Lettres (SGDL) est destiné à couronner la meilleure traduction d'un ouvrage en anglais dont l'auteur est un ressortissant du Royaume-Uni.
Il est décerné chaque printemps au British Council à Paris.

### Lauréats
- 1982 : Prix décerné à Patrick Reumaux pour la traduction de Vertes Demeures de William Henry Hudson.
- 1999 : Prix décerné à Bernard Turle.
- 2004 : Prix décerné à Catherine Richard pour La Maison muette (The Dumb House, de John Burnside) paru aux éditions Anne-Marie Métailié en 2003.
- 2014 : Prix décerné à Sika Fakambi pour Notre quelque part (Tail of the Blue Bird), paru aux éditions Zulma en 2014.

### Inscriptions
Le prix est attribué à des ouvrages édités à compte d'éditeur. Ces mêmes ouvrages doivent être adressés au Secrétariat général de la société des gens de lettres, session des prix à Paris.

## Prix Maurice-Edgar Coindreau (livre américain)

### Création du prix
Le prix est créé en 1981 par la Société des gens de lettres en hommage à Maurice-Edgar Coindreau pour récompenser annuellement les meilleures traductions d'un livre américain (fiction, poésie, essai).

### Derniers lauréats
Le prix a été décerné à : 
- 1986 : Patrice Repusseau pour Précieuse porte de  William Goyen
- 1987 : Bernard Turle
- 2000 : Anne Damour
- 2001 : Françoise Cartano
- 2002 : Sabine Porte
- 2003 : Claro pour La Maison des feuilles de Mark Z. Danielewski[1]
- 2004 : Marie-Claire Pasquier
- 2005 : Antoine Caze
- 2006 : Marc Amfreville
- 2014 : Valérie Malfoy
- 2016 : Jean-Yves Pellegrin

## Prix d'encouragement pour traducteurs et traductrices de la collection CH (communautés suisses)

### Création du prix
La collection CH est créée en 1974 avec l'objectif de promouvoir l'échange culturel entre les quatre communautés linguistiques de la Suisse.
En 1992, le prix d'encouragement pour traducteurs et traductrices de la collection CH ((de) Förderpreis für Übersetzer und Übersetzerinnen; (it) Premio d’incoraggiamento per traduttori e traduttrici) est créé.

### Destination du prix
Le prix est décerné tous les trois ans.

### Lauréats
- 1993 : prix décerné au traducteur Peter Schwaar
- 1995 : prix décerné à Christian Viredaz
- 1998 : prix décerné à Margrit von Dach
- 2001 : prix décerné à Anna Ruchat